# Roșu, Iași
Roșu este un sat în comuna Răducăneni din județul Iași, Moldova, România.